# Ронсарова строфа
Ронсарова строфа — шестирядкова строфа, названа за прізвищем французького поета XVI ст. П. де Ронсара, в якій рядки римуються за схемою: аабввб. 
Така форма застосована в поемі Г. Чупринки "Лицар-Сам":
Їде Лицар-Сам із бою,         а

Їде гордий сам собою,         а

Грішний кинувши вертеп,       б

В грішний край давно коханий, в

Пишноцвітний, злототканий,    в

В рідну хату, в рідний степ.  б
Ронсарова строфа відмінна від секстини (має вигляд немовби перевернутої секстини), якій притаманне інше римування.